# Francesc Torner
Francesc Torner (Barcelona, segle xv - ?, principis del segle xvi), fou un gramàtic barceloní de la segona meitat del segle xv.

## Biografia[1]
Obtingué la laurea en arts a la Universitat de París.
És autor d'una obra destinada als joves de Barcelona ("ad iuuenum omnium nostrae Barcinonis utilitatem").
És Francisco Rico qui donà a conèixer Torner.

## Obres
- Mendarum Alexandrinarum annotatio.

En la seva obra Francesc Torner extracta o cita les glossemata de Nebrija, i se situa en la línia d'aquest contra els criteris de Matoses. Tracta especialment de qüestions de morfologia i sintaxi, inroduint uns aires de renovació en l'ambient gramatical barceloní.